# الوظائف البيولوجية لأكسيد النيتريك
أكسيد النيتريك (أول أكسيد النيتروجين) هو جزيء ومركب كيميائي له الصيغة الكيميائية NO. في الثدييات بما في ذلك الإنسان، أكسيد النيتريك هو تأشير الخلية يشارك في العديد من العمليات الفسيولوجية والمرضية. وهو موسع وعائي قوي بعمر نصفي لبضع ثوان في الدم. الأدوية القياسية مثل النتروجليسرين ونتريت الأميل هي سلائف لأكسيد النيتريك. ترجع المستويات المنخفضة من إنتاج أكسيد النيتريك عادةً إلى التلف الإقفاري في الكبد.
نتيجة لأهميته في علم الأعصاب، وعلم وظائف الأعضاء، وعلم المناعة، فقد تم إعلان أكسيد النيتريك «جزيء العام» في عام 1992. أدى البحث في وظيفته إل حصوله على جائزة نوبل عام 1998 لتوضيح دور مركب أكسيد النيتريك كجزيء إشارات القلب والأوعية الدموية.

### التخليق الحيوي لأكسيد النيتريك

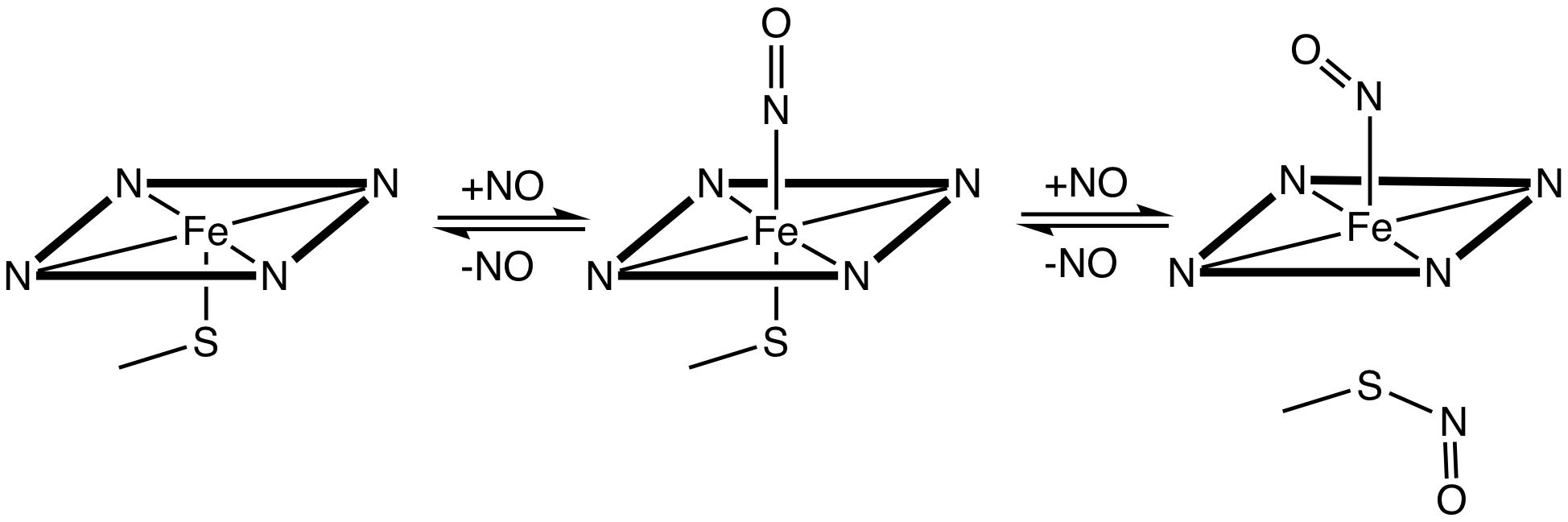
مسار نتروزيل الهيم-ثيولات ، خطوات في إشارات الخلية (بورفيرين يصور على أنه مربع)

## استجابة مناعية

مركب الحديد ثنائي النيتروزيل (DNIC) ، المنتج من هجوم الاستجابة المناعية لأكسيد النيتروجين على بروتينات Fe-S.